# Haudivillers
Haudivillers is een gemeente in het Franse departement Oise (regio Hauts-de-France) en telt 800 inwoners (2004). De plaats maakt deel uit van het arrondissement Beauvais.

## Geografie
De oppervlakte van Haudivillers bedraagt 9,8 km², de bevolkingsdichtheid is 81,6 inwoners per km².
De onderstaande kaart toont de ligging van Haudivillers met de belangrijkste infrastructuur en aangrenzende gemeenten.

## Demografie
Onderstaande figuur toont het verloop van het inwonertal (bron: INSEE-tellingen).